# Stiftung Kunst(Zeug)Haus

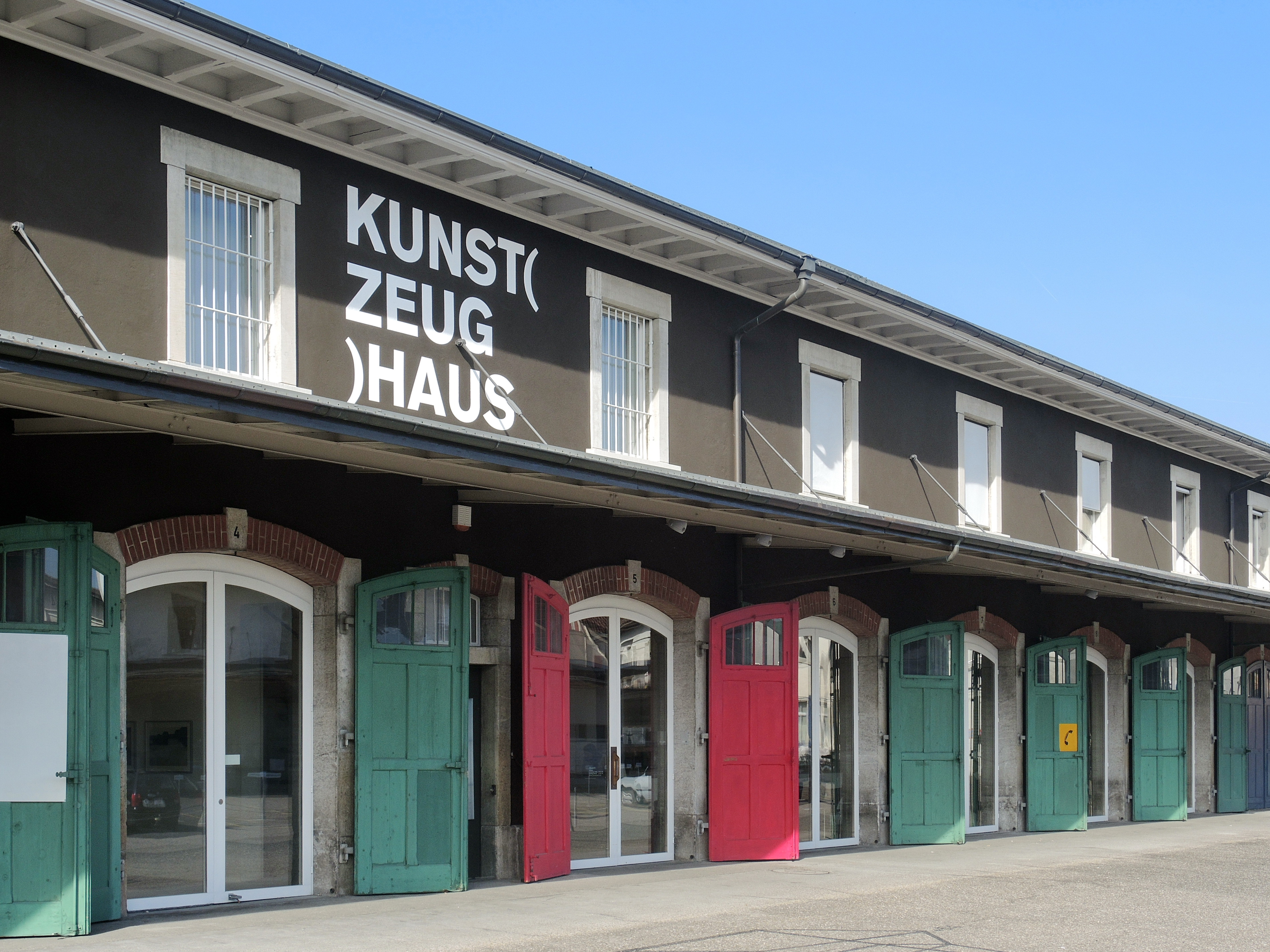
Kunst(Zeug)Haus mit umbrafarbenem Anstrich, kupfergrünen Toren sowie dem magentafarbenen Haupteingang

Die Stiftung Kunst(Zeug)Haus in Rapperswil-Jona betreibt ein Kunstmuseum auf dem Areal des Alten Zeughauses, das mit mehr als 7000 Werken eine umfangreiche Sammlung Schweizer Gegenwartskunst beherbergt, die in regelmässigen Ausstellungen präsentiert wird.

## Geschichte
Die Stiftung Kunst(Zeug)Haus existiert seit dem 20. Dezember 2006. Damals brachten das Ehepaar Peter (1942–2018) und Elisabeth (* 1942) Bosshard ihre Kunstsammlung mit rund 4000 Werken und ein Anfangskapital ein. Vor der Stiftungsgründung wurde ein Standort der Sammlung gesucht, da das Ehepaar den Wunsch hegte, die Sammlung dauerhaft und langfristig der Öffentlichkeit zugänglich zu machen. Die Idee des Amtes für Kultur des Kantons St. Gallen, die Sammlung Bosshard im Haus Mariasee in Weesen unterzubringen, hatte in Rapperswil Widerstand zur Folge. Da bot sich das Zeughaus 2 des Zeughausareals mit seinen 2600 m2 Nutzfläche als neuer Standort an. Im Frühling 2006 wurde ein Wettbewerb unter vier eingeladenen Architekturbüros ausgeschrieben: Gigon/Guyer und Stürm/Wolf Architekten aus Zürich, Marcel Ferrier aus St. Gallen und Oberholzer+Rüegg aus Rapperswil reichten Projekte ein, Isa Stürm und Urs Wolf mit ihrem Projekt «Walfisch» siegten.
Der am 1. Januar 2007 verwirklichte Zusammenschluss der Gemeinden Rapperswil und Jona zur Stadt Rapperswil-Jona bot eine Plattform, um auch auf dem Gebiet der Kultur ein Zeichen zu setzen. Am 4. April 2007 hiess die Bürgerversammlung von Rapperswil-Jona einen Beitrag an den Umbau des Zeughauses 2 gut. Am 5. April 2007 beschloss der St. Galler Kantonsrat, einen Beitrag an den Umbau sowie an den Kauf des Zeughauses zu leisten. Sowohl der Kanton als auch die Stadt sagten der Stiftung zudem einen jährlichen Beitrag an den Ausstellungsbetrieb zu. Noch immer fehlten jedoch erhebliche Mittel: Um das Manko auszufüllen, konnten die Gebert Stiftung für Kultur, das Stifterehepaar und eine Anzahl Sponsoren gewonnen werden. Insgesamt kam der Kauf, der Umbau und die Einrichtung des Hauses auf CHF 8 Millionen zu stehen. Am 6. Juni 2007 war Baubeginn, am 14. September gleichen Jahres Aufrichte und am 17. März 2008 war der Umbau vollendet.
Die erste Kuratorin war Elisabeth Grossmann (2008–2010). In der Folge wurde das Kunst(Zeug)Haus von Daniela Hardmeier (2010–2013) und Peter Stohler (2013–2018) geleitet. Seit Januar 2019 zeichnen die Co-Direktorinnen Céline Gaillard und Simone Kobler verantwortlich.

## Architektur

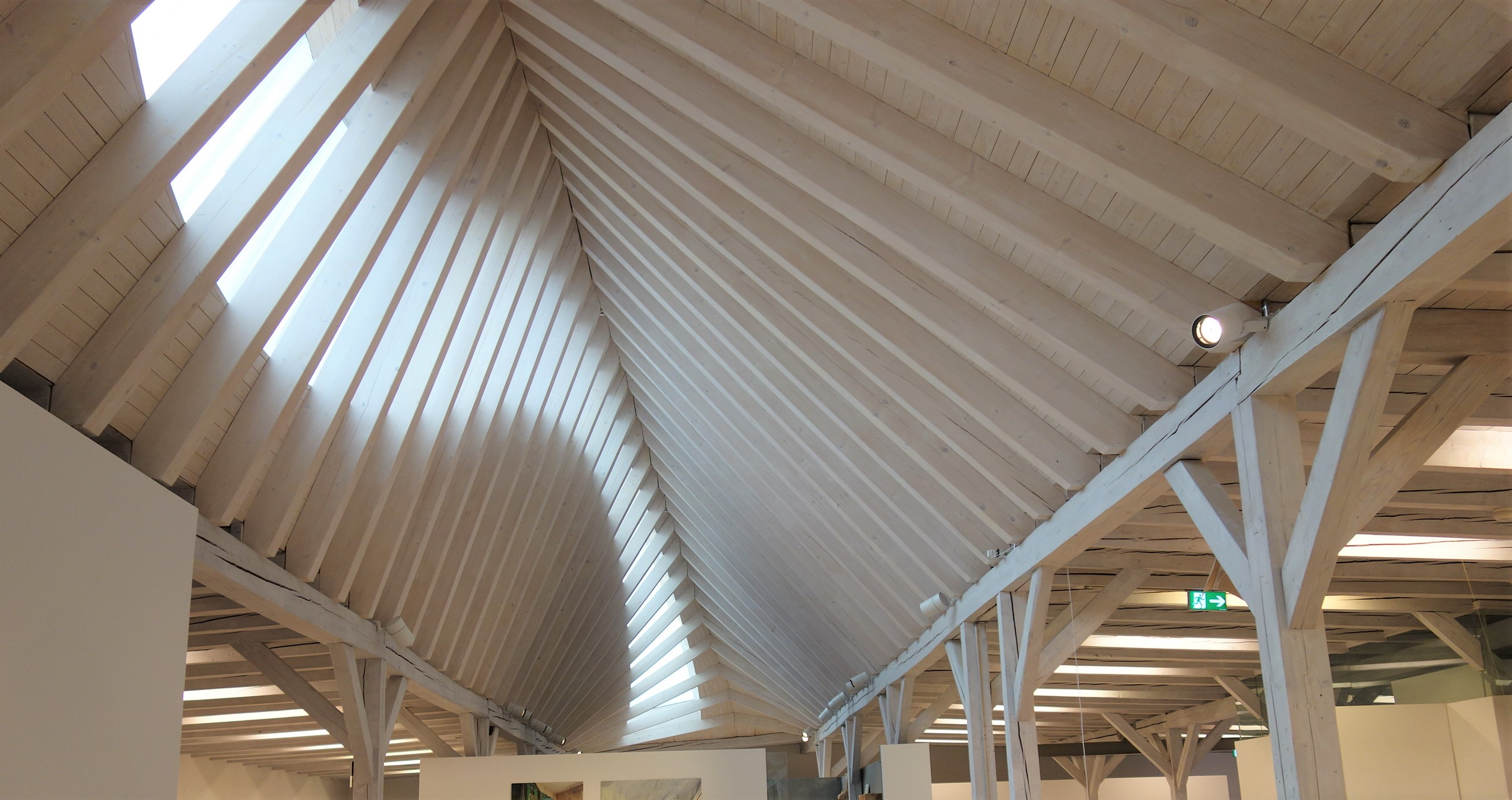
KunstZeugHaus Obergeschoss mit Robinson-Bibliothek

Das ehemalige, 1904 vom Bund erbaute Zeughaus 2 steht an der Neuen Jonastrasse, der gradlinigen Verbindungsachse zwischen den beiden Zentren von Rapperswil und Jona. Der längsrechteckige Bau, der vorerst der Lagerung von militärischen Gerätschaften diente und später von Kleinbetrieben als Werkstätten und Lager genutzt wurde, ist mit seinem dreieckigen Platz Teil des Zeughausareals.
Im städtebaulichen Kontext seiner heterogenen Nachbarschaft zeigt das Kunst(Zeug)Haus heute eigenständige architektonische Eingriffe mit umbraschwarzem Anstrich, 14 kupfergrünen Toren, magentafarbenem Eingangstor und organisch-geschwungener Dachkonstruktion. Hochwertige Materialien, wie etwa der für die massiven Werksteine der Tore verwendete Tessiner Granit, und die langjährige Pflege des Gebäudes durch das Zeughauspersonal sicherten die Bausubstanz.
Das Raumprogramm beinhaltet drei Ausstellungsräume. Einer liegt im Erdgeschoss, der grosse Ausstellungssaal ist im Obergeschoss mit der «Robinson-Bibliothek» sowie das «grafische Kabinett», der sogenannte «Seitenwagen», ebenfalls im Obergeschoss. Weiter finden sich ein Foyer mit Empfang/Museumscafé sowie Toiletten und Garderobe, ein Sammlungslager, eine Werkstatt, ein Workshopraum für die Kunstvermittlung sowie Büroräumlichkeiten.
Den wichtigsten Eingriff erfuhr das Zeughaus im Obergeschoss, wo örtlich die Dachsparren angehoben wurden, sodass sanft geschwungene Linien entstanden. In traditioneller Zimmermannsarbeit wurden die neuen Sparren angesetzt und in die Form gerichtet. Eine unsichtbare, ringförmige, dünne Betonplatte nimmt die Schubkräfte auf und leitet sie über Verbunddübel auf die Holzstruktur ab. Darüber haben Zimmermann, Dachdecker und Spengler die Holzschalung, die transluziden Polycarbonatplatten des Lichtbandes und die Titanzinkbleche in windschiefe Flächen gezogen und mit geschuppten Firstblechen abgedeckt. Inspiriert wurden die Architekten von der Papierfaltkunst Origami sowie durch die mehrdimensional gekrümmte Form des Philips Pavillon («Poème électronique»), den Le Corbusier mit Iannis Xenakis für die Weltausstellung von 1958 in Brüssel entwarf.
Weil bewusst eine «White Cube»-Situation vermieden wurde, vermochte das Zeughaus seine bisherige Eigenart zu bewahren. Das weiss gestrichene Holzwerk und der sandfarbene, auf die alten Holzriemen gegossene Anhydrit-Boden sollen zur Beruhigung des Raumes beitragen.
In einem Geviert aus sägerohem Tannenholz und Duripanelplatten befindet sich im Ausstellungsraum die sogenannte Robinson-Bibliothek mit einer bedeutenden Sammlung von Robinson-Literatur und Robinsonaden.

## Sammlung
Von einem zweijährigen Aufenthalt in New York in die Schweiz zurückgekehrt, tätigten Peter und Elisabeth Bosshard 1971 im Museum zu Allerheiligen in Schaffhausen – wo beide aufwuchsen – den ersten Kauf: das Acrylbild Animal metaphysicum (1969) von Alex Sadkowsky, von Peter Bosshard in Anlehnung an den Roman von Thomas Mann «Zauberberg» genannt. Anstatt dem renditeorientierten Vorgehen des internationalen Kunstmarkts nachzueifern, entscheidet sich das Ehepaar von Anfang an für das Feld der Schweizer Gegenwartskunst. Nicht etwa aus patriotischen Erwägungen, sondern aus der Überzeugung heraus, dass die Kunstlandschaft Schweiz – auch an Unentdecktem – einen grossen Facettenreichtum zu bieten hat.
Obschon das Stifterehepaar mit vielen Kunstschaffenden gut befreundet war und ist und es einfach gewesen wäre, direkt aus ihren Ateliers zu kaufen, wurde die vermittelnde Galeristin bzw. der vermittelnde Galerist nicht ausgelassen. Peter und Elisabeth Bosshard schätzten die Funktion des Zwischenhändlers.
Herzstück der Sammlung waren bis zur Eröffnung des Kunst(Zeug)Hauses zuerst ein Schaulager in einer ehemaligen Seidenweberei in Uznach (1985–1995) und danach drei Hallen in einer ehemaligen Spinnerei in Jona. Dazu kommen die mit Kunstwerken reich bestückte Anwaltskanzlei in Zürich und die Wohnung in Rapperswil. Aber auch andernorts, in Schulen, Kanzleien oder Hotels, waren Ableger der Sammlung zu finden. Überzeugt, dass der Besitz von Kunst zur Öffentlichkeit verpflichte, ging das Ehepaar Bosshard grosszügig mit Leihgaben um. Die Sammlung wurde auch mehrfach im musealen Kontext gezeigt, so beispielsweise 1996 im Kunsthaus Glarus («Sammlung Peter und Elisabeth Bosshard»), 1997 im Museum zu Allerheiligen, 1999 im Kunstverein Konstanz und mehrfach in der Alten Fabrik in Rapperswil: 2002 («Neuerwerbungen»), 2005 («Langläufer») und 2007 («Schwarz auf Weiss»).
Zu Malerei, Zeichnung und Druckgrafik – mit einem besonderen Augenmerk auf Künstlerbücher –, zu Skulptur und Objekt gesellen sich neuere Ausdrucksformen wie Fotografie, Video sowie installative Arbeiten. Erschien es für die Sammlungsstruktur richtig, den Entwicklungsweg einer Künstlerin oder eines Künstlers nachzuzeichnen, erwarb das Sammlerehepaar periodisch aktuelle Werke, nicht selten in Serie. Die Sammlung umfasst rund 800 Schweizer Künstler. Rund 30 davon bezeichneten Bosshards als «Langläufer». Von ihnen befinden sich Werkgruppen von jeweils ein paar Dutzend bis zu über hundert Arbeiten in der Sammlung und dokumentieren gleichsam einzelne Lebenswerke. Zu den «Langläufern» gehören Luigi Archetti, Ueli Berger, Klaus Born, Rita Ernst, Marcel Gähler, Stefan Gritsch, Alexander Hahn, Alex Hanimann, Peter Z. Herzog, Andreas Hofer, Gregor Lanz, Otto Lehmann, Carlos Matter, Al Meier, Thomas Müllenbach, Flavio Paolucci, Christian Rothacher, Alex Sadkowsky, Mario Sala, Claude Sandoz, Timmermahn, Adrian Schiess, Klaudia Schifferle, Bernhard Schobinger, Annelies Štrba, Hugo Suter, Rolf Winnewisser, Uwe Wittwer und Beat Zoderer.

## Ausstellungen (Auswahl)
- 2008: Uwe Wittwer – Arbeiten auf Papier (18. Mai 2008 – 3. August 2008)
- 2008: Stefan Gritsch – Werkzyklen von 1984 bis 2007 (11. Oktober 2008 – 4. Januar 2009)
- 2008: Christian Rothacher – Arbeiten auf Papier und Objekte (11. Oktober 2008 – 4. Januar 2009)
- 2009: Annelies Štrba – «Frances und die Elfen» (17. Januar 2009 – 3. Mai 2009)
- 2009: Alexander Hahn (17. Januar 2009 – 3. Mai 2009)
- 2010: Schweizer Kunst im Aufbruch – Die Neuen Wilden (24. Januar 2010 – 5. April 2010)
- 2011: musik seitwärts. Luigi Archetti und die Sammlung (30. Januar 2011 – 3. April 2011)
- 2012: ein zartes schaudern. Fragmente der Wirklichkeit (21. Oktober 2012 – 30. Dezember 2012)[6]
- 2013: Fünf Frauen am Werk. Heidi Langauer, Annalise Hess, Lisa Rigendinger, Katrin Hotz, Stefanie Eins (13. Januar 2013 – 3. März 2013, Gastausstellung der IG Halle)
- 2013: Ilona Ruegg. Drop out (17. März 2013 – 12. Mai 2013)[7]
- 2013: Bob Gramsma. Hard and Fast (26. Mai 2013 – 15. September 2013)
- 2013: Cécile Wick. Canto Oscuro (29. September 2013 – 13. Januar 2014)
- 2014: Karim Noureldin: «Arka» (4. Juni 2014 – 10. August 2014)
- 2014: Hugo Suter (31. August 2014 – 9. November 2014)
- 2015: Maya Bringolf: Loaded Circles (29. November 2015 – 7. Februar 2016)
- 2015: Silber: Teres Wydler, Ruedi Bechtler, Alex Sadkowsky (29. November 2015 – 7. Februar 2016)
- 2016: Im Fokus: Rolf Winnewisser (3. August 2016 – 15. Oktober 2017)
- 2017: Im Fokus: Alexander Hahn (1. November 2017 – 23. September 2018)
- 2017: Zimoun (26. November 2017 – 28. Januar 2018)
- 2018: Rachel Lumsden: Return of the Huntress (25. November 2018 – 20. Januar 2019)
- 2019: Grosse Regionale (24. November 2019 – 2. Februar 2020)
- 2020: Ex Libris. Literatur und Schrift in der Sammlung Bosshard (19. Januar 2020 – 10. Januar 2021)
- 2021: Mirko Baselgia. )in(out) till sundown (29. August 2021 – 7. November 2021)[8]
- 2022: Ursula Palla. Like a Garden (22. Mai 2022 – 31. Juli 2022)